# Interjú Istennel
Az Interjú Istennel (eredeti cím: An Interview with God) 2018-ban bemutatott amerikai filmdráma, melyet Ken Aguado forgatókönyvéből Perry Lang rendezett. A főszerepet David Strathairn, Brenton Thwaites, Yael Grobglas, Hill Harper és Charlbi Dean alakítja.
Az Amerikai Egyesült Államokban 2018. augusztus 20-án mutatták be, míg Magyarországon 2019. április 18-án az ADS Service forgalmazásában.

## Rövid történet
Egy fiatal újságírónak érdekes interjúlehetőséget kínál valaki, aki Istennek mondja magát.

## Cselekmény
Paul Asher (Brenton Thwaites)  fiatal újságíró.  Élete válságban van - az afganisztáni háborúból való tudósításai közben tönkrement a házassága, fiatal felesége megcsalja, majd elköltözik tőle. A korábban hívő keresztény kiábrándult a vallásosságból. A súlyosan traumatizált veterán Matt támogatására tett kísérletei is nehezednek rá.
Ebben a helyzetben Paul megbízást kap a főnökétől egy különleges interjúra, amelyet egy magát Istennek valló emberrel (David Strathairn) kell lefolytatnia. Paul azt gondolja, hogy egy futóbolondról lehet szó, ezért gyorsan túl akar lenni a kellemetlen feladaton. Három rövid ülésben - ahogy a művelt és előzékeny interjúkészítő szeretné - Paulnak meg kell írnia a cikkét. Az újságíró komolyan veszi a feladatot, és egyre inkább bekapcsolódik a vallásfilozófiai vitákba.
Az első beszélgetés során egy nyilvános parkban egy sakkasztalnál az interjúalany mély ismeretekkel nyűgözi le Pault a hátteréről, és közvetlenül utal a házassága jelenlegi helyzetére is. Elmélyülten válaszol egy sor teológiai kérdésre, és habozás nélkül helyesen old meg egy véletlenszerűen megnevezett számtani feladatot (2427 szorozva 648-cal). Az interjú végén elmagyarázza Paulnak, hogy valójában azért jött, hogy személyesen neki segítsen.
Paul zavartan megy be az irodájába a Heraldnál, ahol főnöke, Gary arra kéri, hogy kevesebbet dolgozzon, hogy közben feldolgozhassa az Afganisztánban szerzett élményeit. Gary segíteni akar Paulnak, hogy támogatást találjon Mattnek, és nagyszerűnek tartja az ötletet, hogy interjút készítsen Istennel, és felajánl Paul cikkének egy különleges helyet a Herald nyomtatott kiadásában.
A felesége által elhagyott lakásban Paul megpróbálja feldolgozni az átélteket. Egyre paranoiásabban reagál, és közben véletlenül megsebzi magát. Másnap, a második ülésen Pault a vallással, de a házasságával kapcsolatos kérdésekkel is zaklatja az interjúalany, és egyre inkább ő maga kerül a beszélgetés középpontjába. Megtudja, hogy halála küszöbön áll, és hogy imáival Istent hívta segítségül, hogy megváltást nyerjen.
Visszatérve az irodába, Paul találkozik a sógornőjével, aki beszél neki Paul felesége hűtlenségéről, ami a különválásuk oka volt, és szembesül a főnökével a házassági problémák miatt, aki nagyon megértő, de ugyanakkor nyomást gyakorol rá, hogy fejezze be az interjút. Mattet megkéri, hogy hírszerzési célból ellenőrizze a beszélgetőpartneréről készült fényképet.
Az interjú harmadik napján Paul egy irodaházban találkozik a titokzatos interjúalannyal, és feldúltan beszélget vele az Istenbe vetett hit és az üdvösség alapvető kérdéseiről, valamint arról, hogy ez milyen következményekkel jár Paul számára.
Amikor Paul megszakítja az interjút, üzenetet kap Matt-től, aki megtudja, hogy Paul interjúalanya sok évvel ezelőtt meghalt. Egy arra járó irodai dolgozó nem tudja kinyitni az interjúszobát, míg Paul gond nélkül be tud lépni. Mielőtt nyomtalanul eltűnne, Isten elárulja Paulnak, azért jött, hogy segítsen neki a reménytelenségében, és megakadályozza, hogy öngyilkos legyen.
Bár Paul biciklijét ellopták, pozitív hangulatban megy haza, és Matt-től megtudja, hogy segített neki túljutni a traumáján. Hazaérve Paul találkozik a feleségével, és sikerül érzelmileg is kapcsolatba lépnie vele. Rájön, hogy az interjú révén újra megtalálta az Istenbe vetett hitét.

## Szereplők
| Szerep                     | Színész            | Magyar hang[forrás?] |
| -------------------------- | ------------------ | -------------------- |
| Isten                      | David Strathairn   | Szacsvay László      |
| Paul Asher, újságíró       | Brenton Thwaites   | Dér Zsolt            |
| Sarah Asher, Paul felesége | Yael Grobglas      | Nagy Katica          |
| Grace                      | Charlbi Dean Kriek | Törőcsik Franciska   |
| Gary, Paul főnöke          | Hill Harper        | Sztarenki Pál        |
| Bobby                      | Bobby Di Cicco     | Kerekes József       |

## Kritika
Jörn Schumacher a pro Medienmagazinban így ír: „Egy film, amely szórakoztató, mélységgel bír, és a kiváló színészi alakítások miatt élvezet nézni.”

## Fordítás
- Ez a szócikk részben vagy egészben  az   An Interview with God című német Wikipédia-szócikk fordításán alapul.  Az eredeti cikk szerkesztőit annak laptörténete sorolja fel. Ez a jelzés csupán a megfogalmazás eredetét és a szerzői jogokat jelzi, nem szolgál a cikkben szereplő információk forrásmegjelöléseként.